# Spielgemeinschaft Union Handball Innsbruck / Turnerschaft Innsbruck Sparkasse
Die SPG Union Handball Innsbruck/Turnerschaft Innsbruck Sparkasse ist eine österreichische Handballspielgemeinschaft aus Innsbruck.
Im Jahr 2006 wurde die Spielgemeinschaft aus den beiden erfolgreichen Tiroler Frauenmannschaften Union Handball Innsbruck und Turnerschaft Innsbruck Sparkasse gegründet. Ziel der damaligen Fusion war es, dem Tiroler Frauenhandball neue Impulse zu geben. Mit vereinten Kräften sollte ein neuer Versuch unternommen werden, längerfristig einen Tiroler Frauenverein in Österreichs höchsten Spielklassen zu etablieren. Neben der ersten Frauenmannschaften gibt es in allen Altersklassen Jugendmannschaften.

## Frauen
Seit Gründung und bis zur Saison 2013/2014 spielte die erste Frauenmannschaft in der zweithöchsten Liga Österreichs, der Handball Bundesliga Austria. In der Saison 2012/2013 konnte sie Vizemeister werden. In der darauf folgenden Saison erreichte die Mannschaft das Viertelfinale des ÖHB-Cups der Frauen, musste sich jedoch gegen die MGA Fivers mit 29:37 geschlagen geben. Seit der Saison 2014/2015 spielt die Mannschaft in der Tiroler Landesliga.
Von 2006 bis 2013 wurde die Frauenmannschaft der Spielgemeinschaft Tiroler Meister in der Landesliga.